# Elma (Iowa)
Elma – miasto w Stanach Zjednoczonych, w stanie Iowa, w hrabstwie Howard. Zgodnie ze spisem statystycznym z 2000 roku, miasto liczyło 598 mieszkańców.